# Долни Манастирец
Долни Манастирец или Долно Манастирец (среща се и формата Монастирец, на македонска литературна норма: Долни Манастирец) е село в Северна Македония, в община Брод (Македонски Брод).

## География
Селото се намира в областта Поречие на левия бряг на Треска (Голема).

## История
В XIX век Долни Манастирец е село в Поречка нахия на Кичевска каза на Османската империя. В „Етнография на вилаетите Адрианопол, Монастир и Салоника“, издадена в Константинопол в 1878 година и отразяваща статистиката на населението от 1873 година Манастирец (Горни и Долни) (Manastiretz) е посочено като село с 28 домакинства със 120 жители българи.
Според статистиката на Васил Кънчов („Македония. Етнография и статистика“) от 1900 година Манастирец (Горни и Долни) е населявано от 410 жители българи християни.
На Етнографската карта на Битолския вилает на Картографския институт в София от 1901 година Манастирец е чисто българско село в Кичевската каза на Битолския санджак с 50 къщи.
Цялото село в началото на XX век е сърбоманско. Според митрополит Поликарп Дебърски и Велешки в 1904 година в Манастирац има 67 сръбски къщи. По данни на секретаря на Българската екзархия Димитър Мишев („La Macédoine et sa Population Chrétienne“) в 1905 година в Монастирец (Горни и Долни) има 480 българи патриаршисти сърбомани и в селото работи сръбско училище.
След Междусъюзническата война в 1913 година селото попада в Сърбия.
Църквата „Свети Георги“ е изградена в 1920 година.
На етническата си карта на Северозападна Македония в 1929 година Афанасий Селишчев отбелязва Манастирец (Горни и Долни) като българско село.
Според преброяването от 2002 година селото има 169 жители македонци.

## Личности
Родени в Долни Манастирец
- Кръсте, свещеник от Горни или Долни Манастирец, деец на сръбската пропаганда в 1911 година, с месечна сръбска заплата четири лири[9]
- Марко Дабев, български революционер